# Тюленєв Микола Олександрович
Мико́ла Олекса́ндрович Тюле́нєв (*5 квітня 1889, Ганнівка — †12 грудня 1969, Київ) — агромеліоратор, доктор сільськогосподарських наук (1940), професор (1955), член-кореспондент Академії наук України (1948).

## Біографічні відомості
Народився 5 квітня 1889 року в с. Ганнівка П'ятихатського району Дніпропетровської області (нині Петрівський район Кіровоградської області) в сім'ї службовця.
Після закінчення гімназії вчився на сільськогосподарському відділі Київського політехнічного інституту. Серед його однокурсників і найкращих друзів був Олексій Шкабара, згодом — фундатор науково-освітньої культури боліт та луківництва в українському Поліссі. Деякий час працював у Департаменті землі, згодом близько десяти років був науковим співробітником Радовельської болотної дослідної станції на Житомирщині.

## Наукова кар'єра
В Українському науково-дослідному інституті гідротехніки і меліорації працював консультантом та обіймав посаду завідувача відділом. 
У повоєнний час трудився в Київському гідромеліоративному інституті. З 1949 р. працював в Інституті фізіології рослин і агрохімії АН України, де розробляв агротехніку вирощування цукрових буряків та інших культур і методику досліджень на торфоболотних ґрунтах. Сконструював разом із колегою С. І. Рудичем п'ятикорпусну кротово-дренажну машину, що дала можливість підвищити врожаї сільськогосподарські їх культур до 40 відсотків. 
Розроблена ним методика дослідів на торфоболотних ґрунтах свого часу була прийнята науковими установами Радянського Союзу. З 1964 р. до останніх днів життя працював професором-консультантом Українського науково-дослідного інституту гідротехніки і меліорації.

### Наукові інтереси
Коло його наукових інтересів — освоєння осушених торфоболотних ґрунтів для сільського господарства. 

## Наукові праці
Автор 250 наукових і науково-популярних праць із питань сільськогосподарського освоєння осушених торфоболотних ґрунтів, серед яких монографії: 
- «Культура цукрових буряків на осушених торфових ґрунтах України» (1938),
- «Осушення та освоєння боліт і заболочених земель» (1952),
- «Вирощування картоплі, овочевих та кормових культур на осушених болотах України» (1952),
- «Сіяні луки та пасовища на осушених торфових ґрунтах» (1953).